# Kamar Sabz
Kamar Sabz (persiska: کمرسبز) är en ort i Iran.   Den ligger i provinsen Khorasan, i den östra delen av landet, 800 km öster om huvudstaden Teheran. Kamar Sabz ligger 1 177 meter över havet och antalet invånare är 179.
Terrängen runt Kamar Sabz är platt västerut, men österut är den kuperad.Runt Kamar Sabz är det ganska glesbefolkat, med 30 invånare per kvadratkilometer. Närmaste större samhälle är Eshtīvān, 5,7 km sydväst om Kamar Sabz. Omgivningarna runt Kamar Sabz är i huvudsak ett öppet busklandskap.